# Comté de Norfolk (Massachusetts)
Pour les articles homonymes, voir Norfolk.
Le comté de Norfolk est un comté du Commonwealth du Massachusetts aux États-Unis. Son siège est la ville de Dedham.